# Цолов, Никола
Никола Димитров Цолов (род. 21 декабря 2006, София, Болгария) — болгарский автогонщик. В сезоне 2024 года выступает в Формуле-3 за команду ART Grand Prix. Чемпион Испанской Формулы-4 в сезоне 2022 года.

## Карьера

### Картинг
Болгарский лев (прозвище, которое он получил в начале своей карьеры) начал свою карьеру в картинге в 2016 году при поддержке своего отца Димитара. Он стал чемпионом Республики[какой?] в 2016 и 2017 годах в классе болгарского мини. В 2018 году перешёл на чемпионат Италии. Управляя одной из машин Kart Republic для DPK Racing, украшенной цветами команды FA Racing Фернандо Алонсо, Цолов стал одной из ярких звезд этого года, за несколько лет прошедший путь от Mini до OK-J, а затем до OK.
Выиграл Открытый кубок WSK на 60 мини-картах в 2019 году, занял седьмое место на юниорском чемпионате мира в прошлом году, а затем был абсолютным лидером на взрослом уровне в 2021 году. Фернандо Алонсо пригласил Цолова выступить вместе с ним в 24-часовой гонке на выносливость 2021 года в Дубае, где они финишировали третьими.

### Формула-4

#### 2022 год
В марте 2022 года Фернандо Алонсо объявил о старте A14 Management, Цолов и Клеман Новалак стали первыми гонщиками, присоединившимися к программе, а Цолову было предоставлено место в Испанской Формуле-4 на сезон 2022 года. 10 марта 2022 года Цолов был объявлен гонщиком команды Campos Racing. Начал сезон Испанской Формулы-4 в Алгарве с завоевания двойной поул-позиции. В первой гонке после проблемы на старте финишировал 14-м, во второй занял 5-е место и выиграл третий старт, показав самый быстрый круг в каждой гонке. На втором этапе в Хересе завоевал поул-позицию и проехал быстрейший круг во всех трёх гонках, финишировав вторым в первой гонке и выиграв вторую и третью гонки, что сделало его лидером чемпионата. В следующие выходные на трассе имени Рикардо Тормо Цолов полностью доминировал, выиграв все три старта, выиграв две поул-позиции и ещё три самых быстрых круга. Цолов одержал победу в чемпионате, финишировав вторым в третьей гонке на трассе «Наварра» и выиграв титул за три гонки до конца сезона.

### Formula Regional Middle East Championship
В феврале 2023 года Цолов принял участие в последнем этапе чемпионата Formula Regional Middle East Championship в сезоне 2023 года за команду R&B Racing от GRS в рамках подготовки к сезону Формулы-3. В первой гонке этапа финишировал 9-м, во второй гонке финишировал 6-м и 15-м — в третьей. Он был единственным гонщиком, набравшим очки за R&B Racing в чемпионате.

### Формула-3
В сентябре 2022 года Цолов принял участие в постсезонных тестах Формулы-3, выступая за ART Grand Prix. 19 декабря было объявлено, что Цолов станет одним из гонщиков команды ART Grand Prix в сезоне Формулы-3 2023 года. Цолов набрал два очка на финише в спринтерских гонках в Спа-Франкоршам и Монце. Он закончил сезон на 22-м месте в личном зачёте.

### Формула-1
Цолов стал участником партнёрской программы Alpine в марте 2022 года. 14 февраля 2023 года стал полноправным членом Академии Alpine.